# Ivar Arosenius

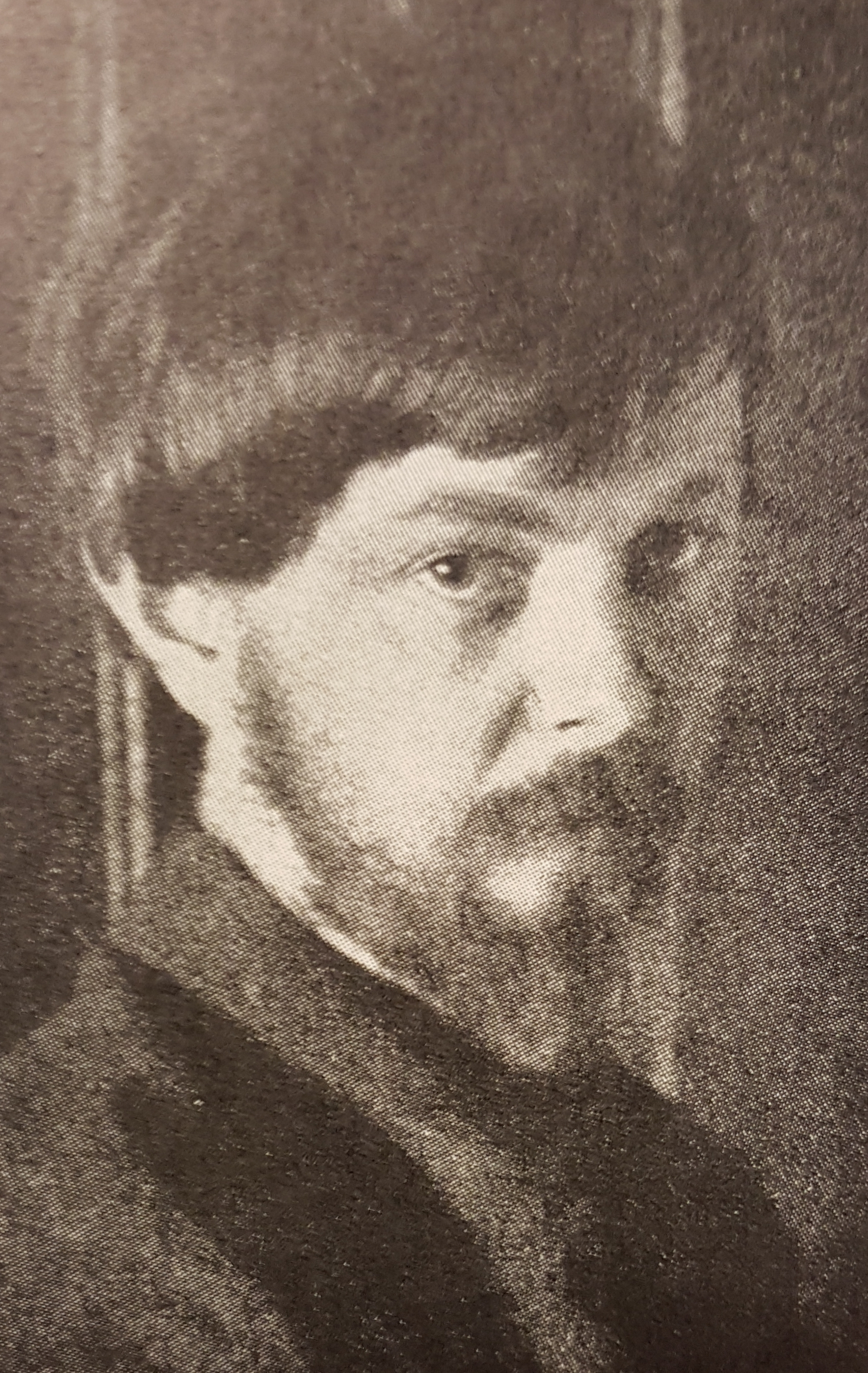
Fotografie aus dem Svenskt konstnärslexikon

Ivar Axel Henrik Arosenius (geboren am 8. Oktober 1878 in Göteborg, Kreis Västra Götaland, gestorben am 1. Januar 1909 in Älvängen) war ein schwedischer Maler und Bilderbuchautor. Er starb im Alter von nur 30 Jahren an der Bluterkrankheit.

## Leben
Arosenius war der Sohn des Eisenbahningenieurs Henrik Alfred Arosenius (1841–1901) und dessen Frau Sigrid Elisabet (geborene Rydén, 1846–1929). Er besuchte das Gymnasium in Göteborg und begann im Herbst 1896 ein Studium an der Zeichen- und Malschule von Valand (Göteborg Museum). Hier freundete er sich mit Gerhard Henning (1880–1967) an. Vom 30. August 1898 bis zum Jahr 1900 studierte er an der Kungliga Konsthögskolan Stockholm. Im November 1899 wurde er „freier Schüler“ von Richard Bergh an der Schule des Künstlerverbandes. Im Jahr 1901 kehrte er zu seinem Studium an die Malschule von Valand zurück und nahm an einer von Carl Wilhelmson arrangierten Studentenausstellung teil. Die Sommer 1902 und 1903 verbrachte er teilweise mit seinem Freund und zukünftigen Schwager Ernst Spolén in Torsby nördlich von Fryksdal. In den Jahren 1903 und 1904 unternahm er kurze Studienreisen, die ihn nach Berlin, München und Paris führten. 1905 kehrte er nach Schweden zurück; im Jahr darauf heiratete er Ida (Eva) Andrea Cecilia (geborene Adler, * 29. November 1879), die Tochter des Milchhändlers J. Andersson. Sie ließen sich zunächst in Åby bei Norrköping nieder, wo ihre Tochter Eva (Lillan) geboren wurde, später lebten sie in Älvängen auf einem Bauernhof der Familie seiner Frau.
Der Maler Erik Herman Arosenius (1880–1953) war sein Bruder.

## Werke (Auswahl)
Da er seit seiner Geburt an der Bluterkrankheit litt, war sein Leben stark eingeschränkt. Es war ihm als Kind nicht möglich, mit anderen Kindern im Freien zu spielen, so dass er sich die Welt in seiner Fantasie ausmalte. Beeinflusst wurde sein Stil durch den Illustrator Albert Engström (1869–1940) und mehr noch durch den dänischen Maler Ole Kruse (1868–1948). Seit 1902 begann er einen eigenen Stil zu entwickeln. Er schuf insbesondere Aquarelle, aber auch Porträts in Öl.

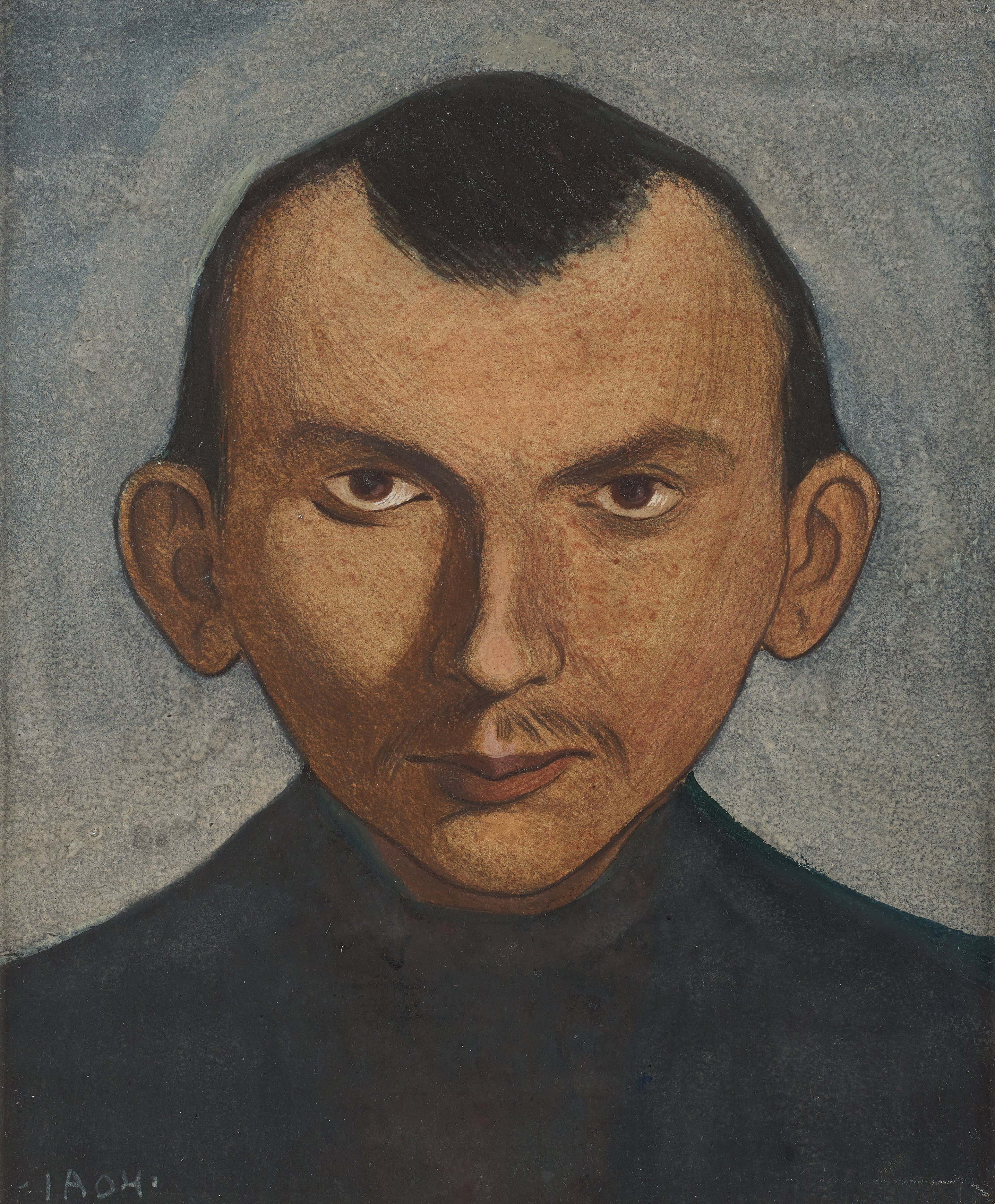
Axel Törneman 1904
Ett helig Krig 1905
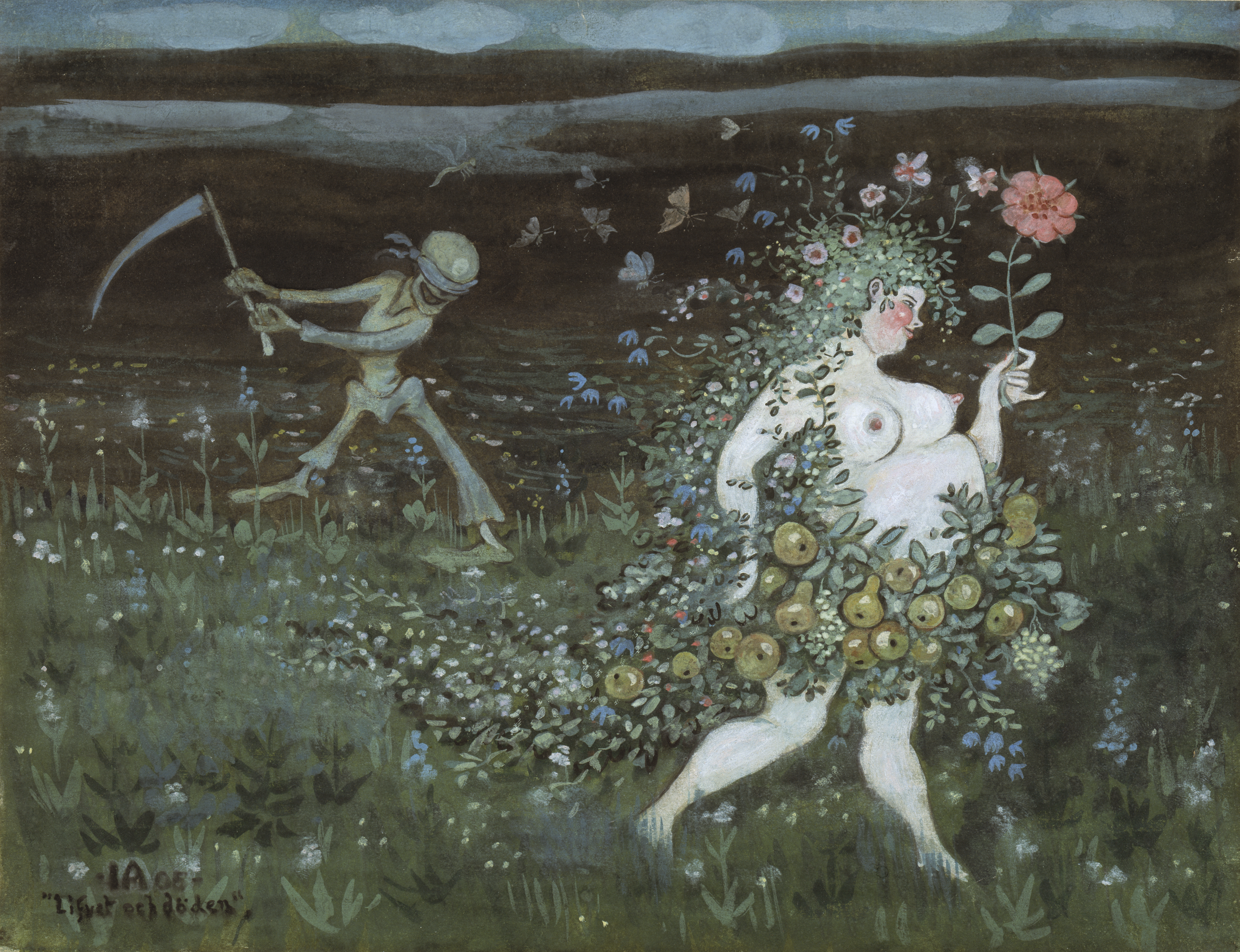
Livet och döden 1905
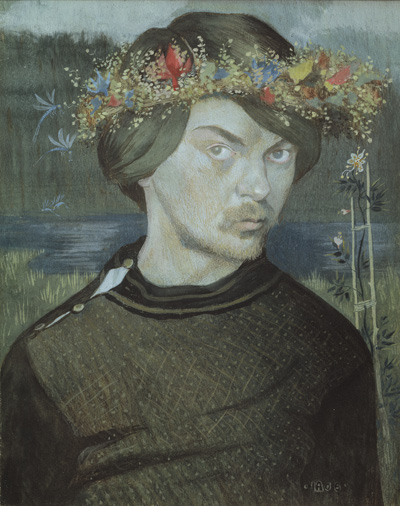
Selbstporträt 1906
Bildnis seiner Frau 1906
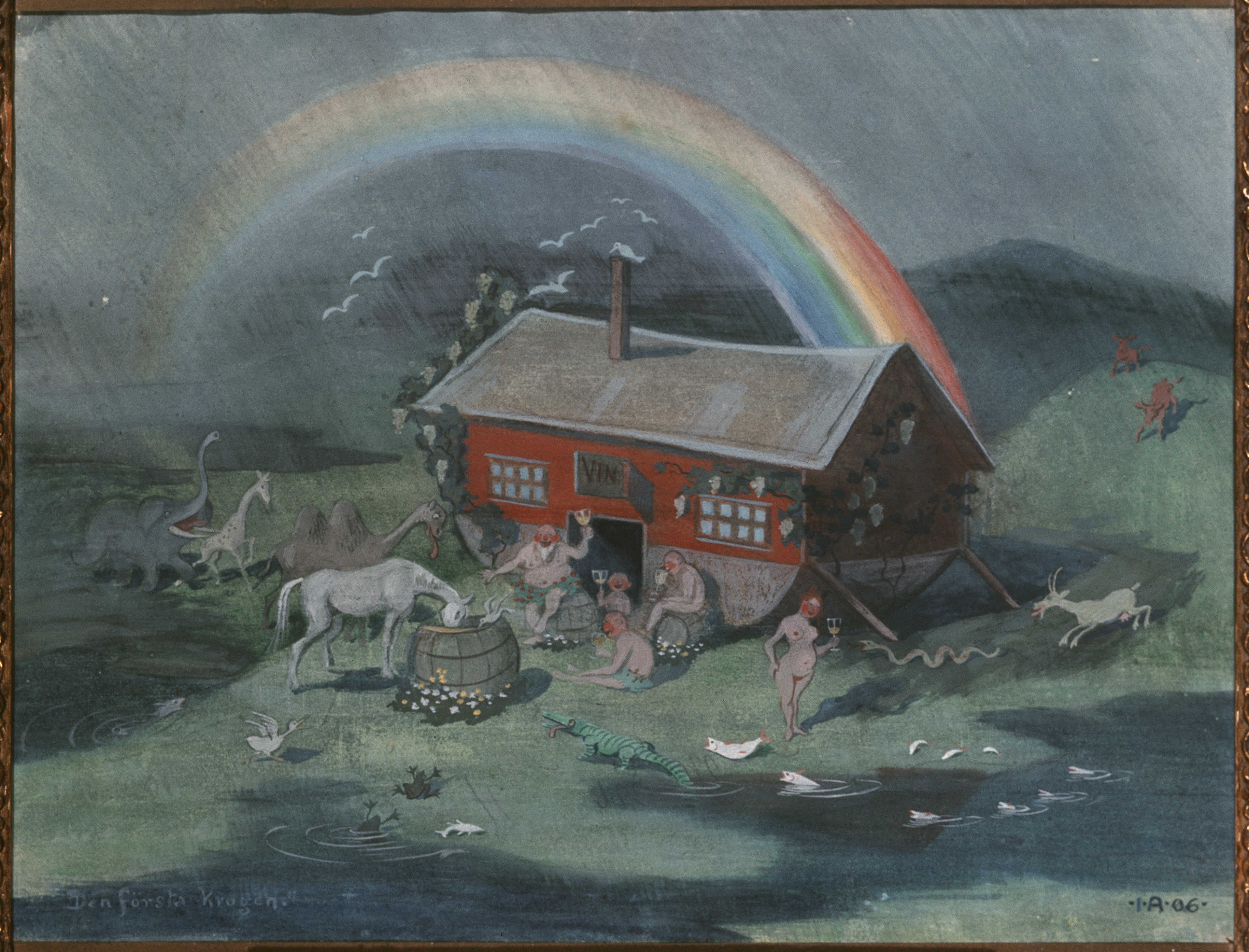
Den första krogen 1906
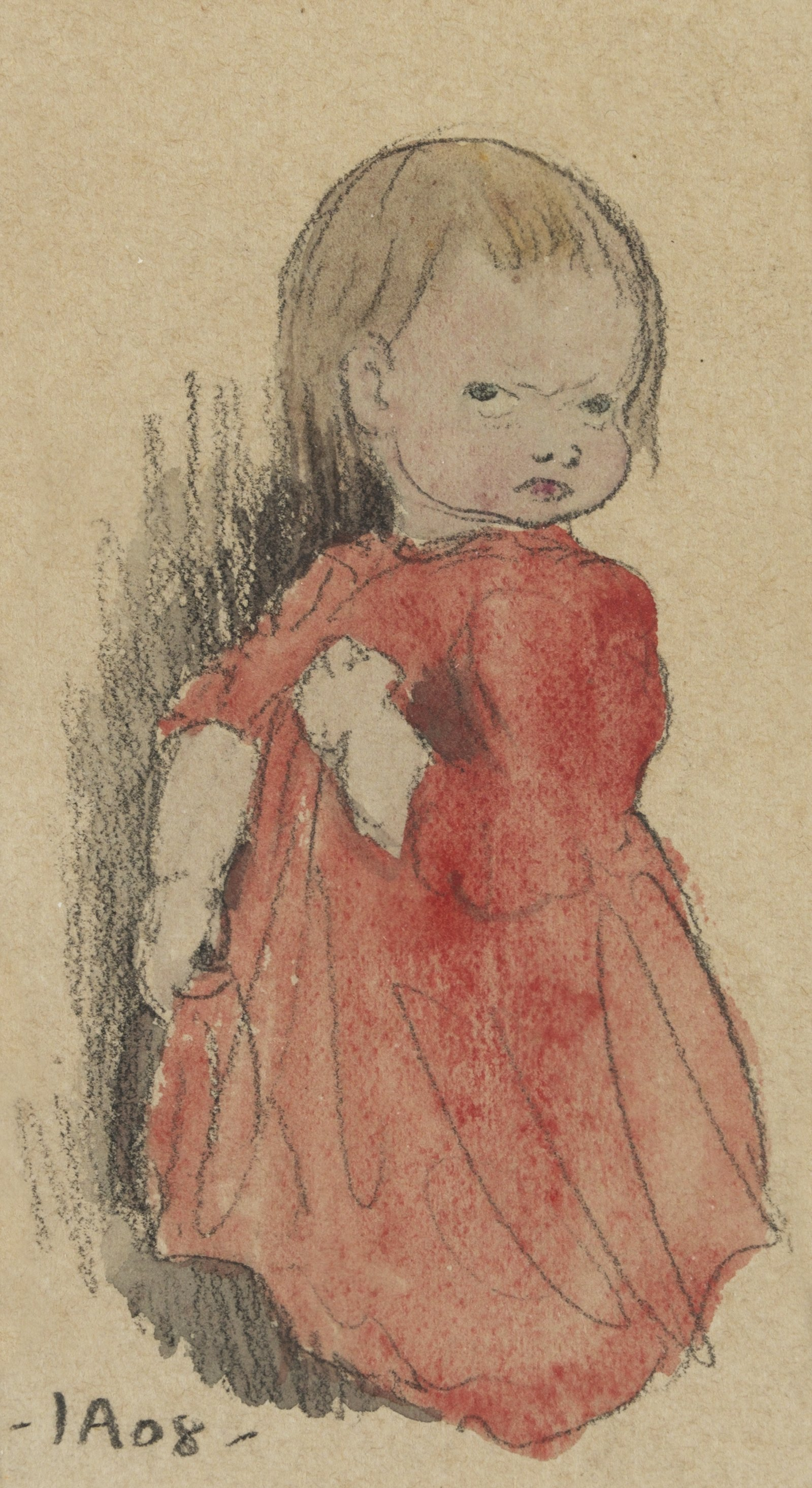
Tochter Lillan 1908

Publikationen
- Katt-Resan och andra sagor. Albert Bonnier, Stockholm 1906 (schwedisch, runeberg.org – Nach der Geburt seiner Tochter malte er eine Reihe von Bilderbüchern über und für sie).
  - Die Katzenreise und andere Geschichten für Kinder. 1. Auflage. Edition Graugans, Berlin 2019, ISBN 978-3-944704-48-7 (schwedisch: Katt-Resan och andra sagor.).
- Kalifens guldfågel. Albert Bonnier, Stockholm 1908 (schwedisch, runeberg.org).
- Kattresan. Albert Bonniers Förlag, Stockholm 1909 (schwedisch, runeberg.org – Das Bilderbuch erschien 1910 auch mit dem deutschen Titel Des Mädchens Katzenreise).
- Ivar Arosenius sagor. Hrsg.: Axel L. Romdahl. Albert Bonnier, Stockholm 1939 (schwedisch, runeberg.org – Märchenillustrationen).

## Ausstellungen (Auswahl)
- Im Frühjahr 1905 nahm er mit 86 Aquarellen an einer Ausstellung im Salon des Indépendants teil.
- Im Herbst 1905 stellte er rund 170 seiner Werke im Konstnärshuset in Stockholm aus.
- 1909 Minnesutställning öfver konstnären Ivar Arosenius in Stockholm.
- Vom 20. September bis 10. November 1979 Ivar Arosenius – 1878–1909; Bilder und Graphik. in Düsseldorf, 21. November bis 16. Dezember 1979 in Ettlingen, 21. Dezember 1979 bis 17. Februar 1980 in München und 15. März bis 20. April 1980 in Berlin.[2]